# Segretario di Stato per il commercio internazionale
Il Segretario di Stato principale di Sua Maestà per il commercio internazionale di solito abbreviato in Segretario per il commercio internazionale (in inglese: Secretary of State for International Trade o Secretary for Trade) era una posizione ministeriale a livello del Gabinetto del Regno Unito. Il segretario di stato era responsabile della supervisione del Dipartimento per il commercio internazionale, che aveva il compito di negoziare nuovi accordi commerciali internazionali con altri paesi e il Regno Unito.
La posizione fu creata dall'ex Primo ministro del Regno Unito Theresa May, poco dopo la sua entrata in carica il 13 luglio 2016. Lo scopo di questo nuova posizione seguì il risultato del referendum sull'adesione all'Unione europea del 2016 il 23 giugno 2016, in cui il 51,9% degli elettori votò a favore dell'uscita dall'Unione europea. Il ritiro dall'Unione Europea richiederà la formazione di nuovi accordi commerciali.
Il primo detentore della funzione fu l'ex segretario alla Difesa Liam Fox, nominato il 13 luglio 2016. L'ultima a ricoprire la posizione è stata Kemi Badenoch.
Il 7 febbraio 2023 il ruolo è stato abolito e le sue responsabilità sono passate al Segretario di Stato per le imprese e il commercio.

## Elenco dei segretari
| Nome | Nome                                                 | Nome                                 | In carica         | In carica             | Partito      | Primo ministro |
| ---- | ---------------------------------------------------- | ------------------------------------ | ----------------- | --------------------- | ------------ | -------------- |
|      |                                                      | Liam Fox Deputato per North Somerset | 13 luglio 2016    | 24 luglio 2019        | Conservatore | Theresa May    |
|      | Liz Truss Deputata per South West Norfolk            | 24 luglio 2019                       | 15 settembre 2021 | Boris Johnson         | Conservatore |                |
|      | Anne-Marie Trevelyan Deputata per Berwick-upon-Tweed | 15 settembre 2021                    | 6 settembre 2022  | Boris Johnson         | Conservatore |                |
|      | Kemi Badenoch Deputata per Saffron Walden            | 6 settembre 2022                     | 7 febbraio 2023   | Liz Truss Rishi Sunak | Conservatore |                |